# Доменико I Контарини
Вижте пояснителната страница за други личности с името Доменико Контарини.
Доменико I Контарини (на италиански: Domenico I Contarini) е тридесети дож на Република Венеция от 1043 до 1071 г.
Контарини са стара венецианска фамилия, чието начало води още от годините на основаването на града. Първият Контарини е отбелязан в летописите на Венеция още през 960 г. Доменико I Контарини става първият дож от фамилията като впоследствие родът дава още осем дожове.
По време на неговото управление Венеция води само една война, при която е превзет Задар. Доменико I Контарини е обявен от византийския император за магистър със съгласието на двамата папи Бенедикт IX (папа) и Лъв IX и на император Хайнрих III, владетеля на Свещената Римска империя.
Доменико I Контарини умира от естествена смърт през 1071 г.